# 리징치
리징치(중국어 정체자: 李菁琪, 병음: Lî Jīngqí, 1988년 4월 2일 ~ )는 중화민국의 정치인이자환경인권변호사이다. 현재 녹색당 공동소집자를 맡고 있다.